# اچ‌دی ۹۰۰۸۹
اچ‌دی ۹۰۰۸۹ یک ستاره است که در صورت فلکی زرافه قرار دارد.